# 三阳路站
三阳路站位于中华人民共和国湖北省武汉市江岸区，是武汉地铁1号线和7号线的地铁换乘站。

## 车站结构
1号线三阳路站位于京汉大道与三阳路的交叉口，沿京汉大道布置，车站为高架三层岛式站台，地上二层为车站站厅，地上三层为车站站台。为配合7号线开通，1号线的站台与站厅进行了全面的改造扩建。7号线三阳路站与三阳路长江隧道合建，沿澳门路、三阳路布设，横跨解放大道，车站为地下二层侧式站台车站，其中地下一层为公路隧道，地下二层为站厅层、站台层，并与1号线形成L形通道换乘。
由于三阳路站车站地处市中心交通繁忙地区，车流量非常大，整个车站施工期间交通导改20余次。此外建筑体量大，占地面积广且车站与三阳路高架垂直相交，为了保证车站的正常施工，2015年5月部分拆除了服役20多年的三阳路高架，车站在仅有的7个月的时间内倒边完成部分结构后又重新恢复高架桥。

### 楼层分布
| 地上 三层 | 侧式月台，右边车门将会开启              | 侧式月台，右边车门将会开启                                                     | 侧式月台，右边车门将会开启 |
| 地上 三层 | █ 1号线列车往径河 （大智路站）          |                                                                                |                            |
| 地上 三层 | █ 1号线列车往汉口北 （黃浦路站）        |                                                                                |                            |
| 地上 三层 | 侧式月台，右边车门将会开启              |                                                                                |                            |
| 地上 二层 | 1号线 站厅层                            | 售票机、客服中心、武汉通充值、7号线换乘通道                                    |                            |
| 地面      |                                         | 出入口                                                                         |                            |
| 地下 二層 | 7號線 東站廳層                          | 售票機、客服中心、武漢通充值、洗手間、電扶梯通往對面站台、往D、E、F、L出口     |                            |
| 地下 二層 | 侧式月台，右边车门将会开启              |                                                                                |                            |
| 地下 二層 | █ 7号线列车往横店 （香港路站）          |                                                                                |                            |
| 地下 二層 | █ 7号线列车往青龙山地铁小镇（徐家棚站） |                                                                                |                            |
| 地下 二層 | 侧式月台，右边车门将会开启              |                                                                                |                            |
| 地下 二層 | 7號線 西站廳層                          | 售票機、客服中心、武漢通充值、電扶梯通往對面站台、1號線換乘通道、往G、H、J出口 |                            |
| 地下 三層 | 穿堂層                                  | 7號線站台換轉通道、垂直電梯通往兩側站台層（非付費區）及地面層                  |                            |

### 車站出口
|                                                 |          |      | |
|                                                 |          |      | |
| 出口編號                                        | 所屬線路 | 設施 | 建議前往的目的地 |
| A                                               | █ 1号线  |      | 京漢大道 三陽路、麟趾路、鉑仕匯國際廣場、漢口銀行、中國建設銀行、丹楓白露酒店、外灘三陽金城 |
| B                                               | █ 1号线  |      | 京漢大道 麟趾路、武漢市第八醫院、四唯路小學、武漢建築設計院科技大樓、金益大廈、武漢市城市管理執法局、武漢市人大常委會、江岸區環境保護局、現代城市廣場、艷陽天酒店、麟趾社區、錦江苑、塘新社區、五福路小區、五福社區、福興大院、六合新界         |
| C₁                                              | █ 1号线  |      | 京漢大道 麟趾路、沈陽路小學、臻石花園、九運京漢名都、四唯街進化社區、半島豪庭 |
| C₂                                              | █ 1号线  |      | 京漢大道 三陽路、三陽廣場、新長江國際大廈、中國郵政儲蓄銀行、太平社區 |
| D                                               | █ 7号线  |      | 三陽路 京漢大道、三陽廣場、新長江國際大廈、中國郵政儲蓄銀行、太平社區 |
| E                                               | █ 7号线  |      | 解放大道 三陽路、麟趾路、新長江國際大廈、臻石花園、九運京漢名都、四唯街進化社區 |
| F                                               | █ 7号线  |      | 解放大道 澳門路、勞動街、武漢市育才高級中學、武漢市解放中學、澳門路幼兒園、武漢歌舞劇院、中國建設銀行、葡京花園、三陽小區、勞動新村、中南市政院小區、湖邊坊社區                                                                                 |
| G                                               | █ 7号线  |      | 解放大道 澳門路、武漢市第六中學、勞動街社區衛生服務中心、三星陽景園、湖邊坊人家、德成·澳門銀座、鵬程花苑、城中坊、光華社區、湖村社區、綠茵仁居                                                                                                  |
| H                                               | █ 7号线  |      | 解放大道 三陽路、中國建設銀行、陽春閣社區、融科·天城 |
| J                                               | █ 7号线  |      | 三陽路 解放南路、中南劇場、武漢市實驗初級中學、興業銀行、融科·天城、雲宏大廈 |
| K₁                                              | █ 1号线  |      | 京漢大道 三陽路、武漢市實驗初級中學、中南劇場、興業銀行、融科·天城、雲宏大廈 |
| K₂                                              | █ 1号线  |      | 京漢大道 三陽路、江岸區衛生局、武漢市國土資源和規劃局、交通銀行、江花庭院、華清園、四益里、廣興里、延慶小區 |
| L₁                                              | █ 7号线  |      | 三陽路 京漢大道、鉑仕匯國際廣場、丹楓白露酒店 |
| L₂                                              | █ 7号线  |      | 三陽路 中山大道、鉑仕匯國際廣場、中國建設銀行、交通銀行、外灘三陽金城、江花庭院 |
| L₃                                              | █ 7号线  |      | 中山大道 三陽路、四唯路、武漢市第八醫院、四唯路小學、武漢建築設計院科技大樓、金益大廈、武漢市城市管理執法局、武漢市人大常委會、江岸區環境保護局、現代城市廣場、艷陽天酒店、麟趾社區、錦江苑、塘新社區、五福路小區、五福社區、福興大院、六合新界 |
| L₄                                              | █ 7号线  |      | 中山大道 三陽路、二曜小路、江岸區衛生局、武漢市國土資源和規劃局、交通銀行、江花庭院、華清園、四益里、廣興里、延慶小區 |
| 注： 設有升降機 \| 設有輪椅升降台 \| 設有洗手間 |          |      | |

## 运营信息
- 1号线首末班车时间
- 7号线首末班车时间

## 邻近地区
武汉市规划研究院、武汉市人民政府、三阳广场、武汉市国土资源和规划局、武汉市人大常委会、汉口江滩、四唯路、二曜路、江花庭院、外滩三阳金、融科·天城